# الکس دی
الکس دی (انگلیسی: Alex Day؛ زادهٔ ۸ آوریل ۱۹۸۹) موسیقی‌دان اهل بریتانیا است. وی از سال ۲۰۰۶ میلادی تاکنون مشغول فعالیت بوده‌است.